# Pygophora confusa
Pygophora confusa är en tvåvingeart som beskrevs av Stein 1915. Pygophora confusa ingår i släktet Pygophora och familjen husflugor. Inga underarter finns listade i Catalogue of Life.